# Desfiladeiro do Rio Grande
O desfiladeiro do Rio Grande é um desfiladeiro escavado pelo rio Grande que se desenvolve na direção noroeste-sudeste do condado de Taos no Novo México, Estados Unidos, através dos fluxos de basalto do campo vulcânico da meseta de Taos. O desfiladeiro tem uma profundidade de 800 pés a sul da ponte do rio Grande, que cruza o desfiladeiro 16 km a noroeste de Taos.
Geologicamente é um vale de rifte, separação na crosta terrestre causada por falhas e movimentos das placas terrestres, no caso as placas norte-americana e do Pacífico. Foi formado há cerca de 29 milhões de anos.